# Jean-François Zevaco
Jean-François Zevaco est un architecte franco-marocain né le 8 août 1916 à Casablanca, ville où il est mort le 22 janvier 2003.

## Parcours
Jean-François Zevaco fait ses études à l'École des beaux-arts de Paris, où il obtient son diplôme d'architecte DPLG en 1945. En 1947, il revient s'installer à Casablanca où son esthétique moderne, influencée par Frank Lloyd Wright et Oscar Niemeyer mais respectant les traditions du pays, va marquer l'architecture marocaine. 
Peu après son installation, il conçoit à Casablanca plusieurs villas d'une grande originalité, dont la « villa Suissa », bâtie dans le quartier résidentiel d'Anfa, remarquée pour sa modernité et son élégance. Puis il travaille sur des bâtiments de plus grande ampleur, aérogare (à Tit Mellil en 1951), sièges sociaux, tribunaux, groupes scolaires, associant souvent les murs blancs et le béton brut, évoluant rapidement vers une architecture souvent qualifiée de brutaliste.
Proche de la démarche de synthèse des arts d'André Bloc, il collabore parfois avec des artistes, tel le sculpteur Olivier Seguin avec lequel il remporte le Grand prix du Salon d'automne marocain à Casablanca en 1956.
Après 1960, Zevaco fait face, avec Élie Azagury notamment, à la reconstruction de la ville d'Agadir, détruite par un tremblement de terre. Utilisant largement le béton, il y réalise la poste centrale, la caserne des pompiers, des écoles, villas, logements de fonction...
En 1980, il reçoit, pour ses maisons à patios d'Agadir, le prix Aga Khan d'architecture, qui distingue l'excellence en architecture dans les sociétés musulmanes.

Il réalise de nombreuses constructions, toujours d'actualité.

## Principales réalisations
- Villa Suissa, Anfa, Casablanca, 1947
- Villa Craig, rue d’Auteuil, Casablanca, 1949
- Immeuble de la Société civile immobilière du centre, Rabat, 1949
- Aérogare, Tit Mellil, 1951
- Centre de rééducation, Tit Mellil, 1953-1960
- Groupe scolaire, Agadir, Talborjt, 1955
- Infirmerie, Ben Slimane, 1956
- Tribunal, Mohammedia, 1958
- Tribunal, Ben Ahmed, 1958
- Station-service, Marrakech, 1958
- Groupe scolaire Georges-Bizet, Casablanca, 1960
- Station thermale, Sidi Harazem, 1960
- Tribunal, Beni Mellal, 1960
- Siège social de la B.N.D.E., Rabat, 1962
- Caserne de pompiers, Agadir, 1963
- Poste centrale, Agadir, 1963
- Maisons à patios, Agadir, 1964
- École des instituteurs, Ouarzazate, 1965
- Hôtel de ville, El Kelaa des Srarhna, 1967
- Hôtel Yasmina, Cabo Negro, 1968
- Villas en bande, Agadir, 1969
- Immeubles en bande, Agadir, 1969
- Villa Zniber, Rabat, 1970
- Marché d'alimentation, Casablanca, 1972
- Passage souterrain, place des Nations-Unies, Casablanca, 1975
- Villa Zevaco, Casablanca, 1975
- Villa Ghissassi, Rabat, 1976
- Villa Zniber, Casablanca, 1988
- Villa Zniber, Marrakech, 1998,